# Lingam
 Denne artikel bør gennemlæses af en person med fagkendskab for at sikre den faglige korrekthed.

Lingam (sanskrit: लिङ्गम्, IAST: liGga, lit. "tegn, symbol eller mærke"), undertiden benævnt linga eller Shiva linga, er en abstrakt repræsentation af den hinduiske gud Shiva i Shaivismen. Linga(m) er guden Shivas fallossymbol i hinduismen. Det er et symbol, der er præget i templer, mindre helligdomme, eller som selvfremkaldte naturlige objekter. Lingam er ofte repræsenteret inden for en lippe, skiveformet platform kaldet en yoni, der symboliserer gudinden Shakti. Guden Shiva bærer en lingam inde i en halskæde, kaldet Ishtalinga.

## Etymologi
Ifølge filosofen Jozef Schmidt , ordet lingam er relateret til det gamle engelske ord slinkan og disse relaterede ord på andre sprog, der udtrykker krympende og med denne gensidige hævelse, som vi finder i snegle og således udtrykker de menneskelige kønsorganers kapacitet. På de slaviske sprog finder vi også denne gamle relation til ordet lingam med udtryk for snegle, for eksempel i øversorbisk šlink eller slovakisk slimák. I den indiske tilbedelse af lingam er dette vigtige træk ved mirakuløsheden af de menneskelige kønsorganer. Den originale lingam har derfor denne betydning, men den indiske repræsentation af lingamen med yoni er naturligvis repræsentationen af klitoris, mens yoni holder den uklar, ufuldkommen, hvilket er meget usædvanligt sammenlignet med de andre mest kendte religiøse symboler.